# Square Léon Jacquet
Le square Léon Jacquet est formé par le croisement des rues Franz Merjay, Émile Bouilliot et François Stroobant, baptisé en 1938 en souvenir de Léon Jacquet (1894-1916), ancien résistant de la Première Guerre mondiale.

## Sculpture
Le square est agrémenté en son centre d'une sculpture en bronze intitulée Le Destin et signée par Henri Boncquet (1868-1908).